# Tara-Air-Flug 193
Tara-Air-Flug 193 ist ein planmäßiger Inlandsflug der nepalesischen Fluggesellschaft Tara Air von Pokhara nach Jomsom, auf dem am 24. Februar 2016 eine de Havilland Canada DHC-6 Twin Otter in der Nähe von Dana an einem Berghang verunglückte. Alle 23 Personen an Bord kamen dabei ums Leben.

## Ablauf
Die Maschine startete gegen 07:50 Uhr (Ortszeit) bei schlechten Wetterbedingungen in Pokhara für den rund 20 Minuten langen Kurzflug nach Jomsom. Circa zehn Minuten nach dem Start brach der Funkkontakt zum Flugzeug ab. Um 13:25 Uhr fanden Polizisten die brennenden Wrackteile der Maschine an einem Berghang in der Nähe des Dorfes Dana im Distrikt Myagdi. Sie konnten keine Überlebenden finden. Die Bergungsmaßnahmen wurden durch die schlechten Wetterbedingungen behindert.

## Flugzeug
Das Flugzeug war eine de Havilland Canada DHC-6 Twin Otter, die 2012 von Viking Air gebaut wurde und ab dem 1. Oktober 2015 mit dem Luftfahrzeugkennzeichen 9N-AHH in Diensten der Tara Air stand. Die Unfallmaschine war mit zwei Pratt & Whitney Canada PT6-Triebwerken ausgestattet.

## Passagiere und Besatzung
Insgesamt befanden sich 20 Passagiere und drei Besatzungsmitglieder an Bord. Zwei der Passagiere waren Kinder.
| Nationalität | Passagiere | Besatzung | Gesamt |
| ------------ | ---------- | --------- | ------ |
| Nepal        | 18         | 3         | 21     |
| Hongkong     | 1          | 0         | 1      |
| Kuwait       | 1          | 0         | 1      |
| Gesamt       | 20         | 3         | 23     |

## Ermittlungen
Die Ermittlungen zu dem Unfall wurden von nepalesischer Seite geführt. Am Unfallort herrschte dichter Nebel. Der abschließende Unfallbericht, 17 Monate später, hielt fest: „Die Kommission kommt zum Schluss, dass die wahrscheinliche Ursache für diesen Unfall die Tatsache war, dass die Besatzung trotz ungünstiger Wetterbedingungen wiederholt die Entscheidung traf, während des VFR-Flugs in die Wolken einzufliegen, und dass ihre Abweichung von der normalen Flugbahn aufgrund eines Verlusts der Situationswahrnehmung, verstärkt durch räumliche Desorientierung, zu einem CFIT-Unfall führte.“

## Sonstiges
- Nur zwei Tage nach dem Unfall, am 26. Februar 2016, kam es zu einem weiteren tödlichen Flugunfall in Nepal, als eine PAC P-750 XSTOL der Air Kastamandap mit 11 Insassen bei einer Notlandung in Chilkhaya verunglückte und beide Piloten dabei ums Leben kamen.[6]